# Harry C. Jackson
Harry Cook Jackson (* 23. Juli 1915 in Columbus, Georgia; † 12. Februar 2000) war ein US-amerikanischer Politiker (Demokratische Partei).

## Leben
Harry Jackson studierte an der Auburn University und erhielt dort einen Bachelor of Science in Maschinenbau. Jackson  wurde nun als Ingenieur tätig. Des Weiteren erhielt er 1952 seine Zulassung als Rechtsanwalt.
Ab 1961 gehörte er für 12 Jahre dem Senat von Georgia an. In dieser Zeit bekleidete er dort für zwei Legislaturperioden den Posten des Präsidenten pro tempore. 1974 kandidierte er erfolglos für eine Nominierung zum demokratischen Kandidaten bei der anstehenden Wahl des Gouverneurs von Georgia. Im August 1978 nahm er erneut an einer demokratischen Primary teil, diesmal zur Aufstellung eines Kandidatens bei der anstehenden Bürgermeisterwahl in Columbus, Georgia und verdrängte dabei seinem Parteikollegen Jack P. Mickle, der eine Kandidatur für eine zweite vierjährige Amtszeit angestrebt hatte. Nachdem Jackson die nachfolgenden Bürgermeisterwahl ebenfalls für sich entscheiden konnte, bekleidete er das Amt in den Jahren 1979 bis 1982. Jackson war ab 1985 Mitglied des Board of Directors der Georgia Ports Authority und wurde im September 1994 zu dessen Vorsitzenden gewählt.